# Naneun gir-eseo yeon-ye-in-eul ju-wotda
Naneun gir-eseo yeon-ye-in-eul ju-wotda (나는 길에서 연예인을 주웠다?; lett. "Ho raccolto una celebrità per strada"), nota anche con il titolo internazionale in lingua inglese I Picked Up a Celebrity from the Street, è una serie televisiva sudcoreana del 2018.

## Trama
Lee Yeon-seo ha un contratto di lavoro a tempo determinato, e viene improvvisamente licenziata dal proprio capo, che poi tenta di consolarla con parole ipocrite; la sera stessa, per vendicarsi, Yeon-seo getta una delle proprie scarpe alla testa dell'uomo. Subito dopo si accorge però di avere sbagliato persona e di avere colpito un celebre attore, Kang Joon-hyuk. Poiché l'uomo non sembra dare più segni di vita, Yeon-seo lo trascina fino a casa sua, dove elabora un piano per occultare il cadavere.
Quando tuttavia Joon-hyuk si risveglia, e minaccia di denunciare Yeon-seo per l'accaduto, la ragazza non trova altra soluzione che sequestrarlo, pensando che nel periodo in cui staranno insieme potrà convincerlo del gigantesco malinteso in cui si è trovata o, in alternativa, accumulare abbastanza denaro per espatriare in Vietnam. Nel frattempo, e contrariamente a delle regole che si erano imposti per convivere al meglio, i due iniziano però a innamorarsi l'uno dell'altra.